# 東京女学館大学
東京女学館大学（とうきょうじょがっかんだいがく、英語: Tokyo Jogakkan College）は、東京都町田市鶴間四丁目18-1に本部を置いていた日本の私立大学である。2002年に設置され、2017年に廃止された。大学の略称は女学館。

## 概要
1956年（昭和31年）に設立された短大・東京女学館短期大学を前身とし、2002年（平成14年）に国際教養学部のみの4年制大学（女子大学）として設立された。
同じ学校法人東京女学館が運営する小学校・中学校・高等学校が渋谷区広尾にあるのに対して、東京女学館大学は町田市鶴間にあり、最寄の鉄道駅は東急田園都市線の南町田駅（現在の南町田グランベリーパーク駅）だった。少人数教育を特徴とし、学費は初年度納付金が179万円で、女子大としては比較的高額であった。

## 沿革
- 1886年（明治19年） - 「女子教育奨励会創立委員会」発足。本学の起源となる
- 1887年（明治20年） - 「女子教育奨励会」発足
- 1888年（明治21年） - 東京女学館設立
- 1947年（昭和22年） - 東京女学館中学校開校
- 1948年（昭和23年） - 東京女学館高等学校開校
- 1954年（昭和29年） - 東京女学館高等学校に専攻科を設置
- 1956年（昭和31年） - 東京女学館短期大学（文科）設置認可、東京都渋谷区広尾に開学[2]
- 1978年（昭和53年） - 東京都町田市鶴間に移転
- 1995年（平成07年） - 短期大学学科改組（国際文化学科、情報社会学科）
- 2000年（平成12年） - 短期大学の学生募集を停止
- 2002年（平成14年） - 東京女学館大学（国際教養学部）開学
- 2013年（平成25年） - 学生募集停止
- 2017年（平成29年） - 11月16日（文部科学省認可日）をもって閉学[3][4]

## 学部
- 国際教養学部
  - 国際教養学科
    - 英語コミュニケーションコース
    - 国際社会コース
    - 心理・資格コース

## 学内奨学金
給付型
- 本学独自の給付型奨学金
  - 奨学金A
  - 奨学金B
  - 館内推薦奨学金

減免型
- 授業料減免制度

## 閉学の決定
大学全入時代の到来等に伴う学生募集の不振から約25億円の累積赤字を抱えているとして、学校法人東京女学館の理事会は2012年（平成24年）4月、東京女学館大学は同年度の新入学生を最後に学生の募集を停止し、2016年（平成28年）3月をもって閉学することを発表した。
東京女学館大学では2002年（平成14年）の開学以来定員割れが継続しており、入学定員をそれまでの115人から20人減らして95人とした2012年（平成24年）4月からの年度においても、入学者は52人に留まっていた。一方、大学の教授会は理事会による閉学の決定について、募集停止について事前に知らされなかったとして撤回を求めた。
2016年2月28日、朝日新聞が、在籍する約40人の学生のうち数人が卒業に必要な単位が不足し留年する可能性があるため、大学の閉学が延期される可能性があると報道した。大学側は、教員らは予定通り3月末で退職とし、新規に教員を採用することで留年する学生に対応するとした。
2016年5月23日発行の学校広報誌「東京女学館ニュース」によると、2016年（平成28年）度は留年となった3名の学生が大学に在学していることが公表されている。
2017年（平成29年）11月16日（文部科学省認可日）をもって閉学した。

## 跡地
跡地は、町田市都市づくり部都市政策課による南町田駅周辺地区拠点整備基本方針によって再利用が検討され、大型マンションとなることが決定された。2018年12月には大部分の建物が撤去された。2019年11月からは跡地の一部が暫定的に「グランベリーパーク第3臨時駐車場」として使用された後、2022年には大型マンション「パークビレッジ南町田」が完成予定。

## 歴代学長
初代学長は、中根千枝。2004年（平成16年）に就任した3代目学長は教育学者の麻生誠、2007年（平成19年）から翌年まで在職した4代目学長は天野正子（社会学者）であった。2011年（平成23年）から閉学まで学長は福原孝明。

## 著名な教員
- 阿刀田高 （客員教授、直木賞作家・同選考委員）
- 新浪剛史 （客員教授、株式会社ローソン代表取締役社長CEO）
- 天野正子（4代目学長、お茶の水女子大学名誉教授）
- 加藤千恵（東京女学館大教授）
- 西山昭彦（東京女学館大教授）
- 麦倉哲（元東京女学館大教授）
- 藤谷浩悦（元東京女学館大教授）
- 符儒徳（元東京女学館大教授）

## 系列校
- 東京女学館小学校 - 東京都渋谷区広尾
- 東京女学館中学校・高等学校 - 東京都渋谷区広尾